# Xia Jingzong
Xia Jingzong (chinesisch 夏景宗, Pinyin Xià Jǐngzōng; * 1003 als Li Yuanhao (李元昊,  Lǐ Yuánhào); † 1048 in Xingqing) war der erste Kaiser der westlichen Xia-Dynastie. Er übernahm die Herrscherwürde über den tangutischen Staat Xia von seinem Vater Li Deming, lehnte es aber ab, sich den Song- und Liao-Kaisern zu unterwerfen. Er errichtete auf Basis der tangutischen Gesellschaft einen Staat mit Institutionen, ließ Land urbar machen und führte mehrere Kriege gegen Liao und Song. Dadurch etablierte er die Westliche Xia-Dynastie als dritte Macht in China zu seiner Zeit. Er gilt als talentierter Staatsmann mit großem Weitblick, wenngleich ihm gegen Ende seines Lebens moralischer Verfall nachgesagt wird.

## Herkunft, Kindheit und Jugend
Jingzong wurde als Li Weili geboren. Sein Großvater Li Jiqian war Anführer der Tanguten gewesen und von der Song-Dynastie zum Jiedushi ernannt worden. Dieser legte in mehreren Feldzügen und innenpolitischen Anstrengungen die Grundlage für den Machtzuwachs der Tanguten. Nach Li Jiqians Tod übernahm sein Sohn Li Deming die Anführerrolle der Tanguten, die unter ihm zur drittstärksten Kraft nach den Song und Liao wurden. Er wurde von den beiden Staaten als König von Xia anerkannt. Er heiratete eine Frau aus dem Weimu-Clan, die spätere Königin Weimu.
Li Yuanhao galt schon als Jugendlicher als außerordentlich kühn und konnte Anhänger um sich versammeln. Er studierte von Kindheit an Bücher über Kriegsführung. Er erlernte die chinesische und die tibetische Sprache und beschäftigte sich mit der Gesetzgebung des Song-Reiches und der tibetischen Monarchie. Die Außenpolitik seines Vaters, die auf Beschwichtigung seiner Nachbarn abzielte und mit der er sich zum Vasallen von Liao und Song erklärt hatte, lehnte er ab. Insbesondere sah er nicht ein, warum man sich der geschwächten Song-Dynastie unterwerfen solle. Sein Vater hielt das Volk für kriegsmüde, Li Yuanhao hingegen war der Meinung, dass das Kriegführen Teil des tangutischen Wesens sei. Im Jahre 1028 wurde er im Alter von 26 Jahren mit einem Feldzug beauftragt, bei dem der Ganzhou (heutiges Zhangye), Guazhou und Shazhou (heutiges Dunhuang) eroberte. Somit wurde der Hexi-Korridor Teil des Xia-Reiches. Der zufriedene König Li Deming erhob seinen Sohn angesichts dieser Leistung, bei der er erfolgreich Kriegslisten und Überraschungsangriffe eingesetzt hatte, zum Kronprinzen. Als der König 1032 starb, folge Li Yuanhao ihm auf dem Thron nach.

## Kaiser
Zur Zeit der Thronbesteigung von Li Yuanhao betrieben die beiden anderen großen Staaten Chinas eine Einhegungspolitik gegenüber Xia. Sie erkannten Li als legitimen Herrscher Xias an und sandten zahlreiche Geschenke. Die Titel, die Kaiser Renzong Li Yuanhao zu verleihen bereit war, waren Li jedoch nicht genug. Er hatte schon lange Zeit davor beschlossen, sich zum Kaiser auszurufen, wofür er zunächst Änderungen in der Gesellschaft von Xia einleitete. Dazu gehörte zunächst die Betonung der tangutischen kulturellen Eigenständigkeit. Er ließ die von den Han verliehenen Familiennamen abschaffen und in tangutische Namen umwandeln. Sich selbst nannte er blauer Himmelssohn (兀卒). Die Zählung der Jahre nach Regierungsbeginn der Song-Kaiser ließ er durch eine eigene Zeitrechnung ersetzen. Er ordnete an, dass sich alle tangutischen Männer die Hinterköpfe kahl rasieren mussten – wer dieser Anweisung nicht binnen drei Tagen Folge leistete, musste mit der Todesstrafe rechnen. Auch für die Farbe der Kleidung, die seine Regierungsbeamten trugen, führte er neue Regelungen ein; für sich selbst war die Farbe Weiß vorbehalten. Die chinesische Schrift ließ er durch eine ebenso komplexe tangutische Schrift ersetzen, der Gelehrte Yeli Renrong bekam die Aufgabe, die Schrift zu systematisieren und die wichtigsten chinesischen und tibetischen Bücher zu übersetzen. Die vielleicht wichtigste Neuerung betraf das Militär. Alle tangutischen Männer über 15 Jahre wurden für den Armeedienst registriert, ein stehendes Heer und eine Reservistenarmee wurden geschaffen. Außerdem ließ Li eine Söldnertruppe aufstellen, die vor allem aus han-chinesischen Gefangenen bestand.
Im zehnten Monat des Jahres 1038 rief Li sich in seiner Hauptstadt Xingqing (heutiges Yinchuan) zum Kaiser des Großen Xia-Reiches aus. Er forderte vom Kaiser der Song-Dynastie, ihn als Kaiser anzuerkennen, stieß aber auf Ablehnung. Kaiser Renzong dekretierte, dass Xia nicht mehr mit gutem Willen zu behandeln sei, ließ den Grenzhandel einstellen und setzte auf die Gefangennahme von Li Yuanhao eine hohe Belohnung aus. Li Yuanho bereitete deshalb einen Krieg gegen Song vor. Im Frühling des Jahres 1040 fiel er mit einer Streitmacht von etwa 100.000 Mann in der Nähe des heutigen Yan’an in Song ein. Südlich des heutigen Zhidan trafen sie auf die Armee von Song, die sie besiegen konnten. Xia musste sich aber wegen des schlechten Wetters, auf das es nicht vorbereitet war, zurückziehen. Im Jahr darauf griff Xia nahe dem heutigen Pingliang (Gansu) an. Li ließ eine kleine Vorhut tief in das Territorium von Song eindringen und, nachdem sie von der Song-Armee bemerkt worden war, sich schnell zurückziehen. Die Song-Armee, die die Vorhut verfolgte, wurde nordöstlich des heutigen Longde (Ningxia) von Xia-Truppen eingekesselt und vernichtet. Auch ein dritter Angriff war erfolgreich. Obwohl die Xia-Armee im Feld die Song-Armee mehrmals besiegen konnte, musste Li Yuanhao sich in Friedensverhandlungen mit Song begeben. Die Feldzüge waren teuer, die Aussetzung des Grenzhandels hatte der Wirtschaft von Xia zugesetzt und es drohte ein Angriff von Liao auf Xia. Nach einjährigen Verhandlungen einigte man sich auf die Rückkehr zur alten Koexistenz: Xia unterwarf sich formell Song, Song erkannte die aktuellen Grenzen von Xia an, Li Yuanhao wurde als legitimer Herrscher von Xia bestätigt, beide Seiten kehrten zum System aus Tributzahlungen und Grenzhandel zurück.
Gleichzeitig hatten sich aber die Beziehungen zu Liao verschlechtert. Ursprünglich hatte Li Yuanhao eine Strategie des Bündnisses mit Liao gegen Song verfolgt. Der Liao-Kaiser Xingzong hatte Li sogar seine ältere Schwester Prinzessin Xingping zur Frau gegeben. Ihr war am tangutischen Hofe jedoch weder ein glückliches noch ein langes Leben vergönnt. Das Erstarken von Xia führte zu einer Rückwanderung von Tanguten von Liao nach Xia, aber auch zu Grenzkonflikten, bei denen zumindest ein hoher Liao-Würdenträger zu Tode kam. Nicht nur bei Liao Xingzong, sondern auch bei Li Yuanhao verschlechterte sich die Stimmung, denn Li war der Meinung, dass Liao aus den Song-Xia-Kriegen ungebührlich Profit geschlagen hatte. Besonders die Verhaftung von einem seiner Botschafter während der Friedensverhandlungen hatte ihn verärgert. Ein Krieg gegen Liao war somit unausweichlich geworden. Liao ergriff die Initiative, als Xingzong mit 100.000 Mann in drei Divisionen den Gelben Fluss überquerte, 400 Li tief in das Gebiet von Xia eindrang und den Xia-Truppen eine schwere Niederlage zufügte. Li konnte sie nur mittels einer Taktik der verbrannten Erde weiter nach Xia locken, wo der die vom Hunger entkräfteten Liao-Truppen besiegen konnte. Xingzong konnte sich nur mit einem kleinen Kavallerietrupp zurückziehen. Er musste Li Yuanhaos Friedensangebot annehmen und den gefangenen Botschafter freilassen.
Im Ergebnis dieser Kriege war Xia nur noch formell Vasall von Song und Liao, faktisch war es zu einem ebenbürtigen Staat aufgestiegen.

## Späteres Leben und Tod
Li Yuanhao verfiel zunehmend dem Alkohol und den sexuellen Gelüsten, außerdem galt er als extrem misstrauisch. Bereits vor seinen Eroberungen hatte er den gesamten Clan seiner ersten Königin umbringen lassen, seine eigene Mutter musste sich selbst vergiften. Li wird nachgesagt, dass er eine sehr große Anzahl an Nebenfrauen in seinem Palast unterhielt, und dass er andere Männer zwang, ihm ihre Frauen als Konkubine zu überlassen. Nach dem Tod des Gelehrten Yeli Yuqi floh seine Frau aus dem Mozang-Clan in ein Nonnenkloster. Li Yuanhao unterhielt weiterhin eine Beziehung zu ihr und nutzte Jagdausflüge als Vorwand, um sie zu besuchen. Im Jahre 1047 gebar sie einen Sohn namens Ningling Liangcha. Die Beziehung zwischen Frau Mozang und dem Kaiser wurde dadurch stärker und der ehrgeizige ältere Bruder der Frau namens Mozang Epang nutzte die Gelegenheit, sich von Li in das Amt des Kanzlers befördern zu lassen. Im gleichen Jahr feierte Li Yuanhaos Sohn aus der Ehe mit Kaiserin Yeli Ninglingge seine Hochzeit, Li Yuanhao reklamierte jedoch Ninglingges Braut als Nebenfrau für sich selbst. Als die Kaiserin darüber verärgert war, wurde sie vom Kaiser abgesetzt und verstoßen, Ninglingge wurde als Thronfolger abgesetzt. Frau Mozang wurde zu Kaiserin Mozang befördert.
Mozang Epang verbündete sich in dieser Situation mit Ninglingge und überzeugte ihn davon, seinen moralisch verfallenen Vater zu töten. Im Jahre 1048 lauerte Ninglingge seinem betrunkenen Vater in dessen eigenen Gemächern auf und versuchte, ihn zu erstechen. Im darauf folgenden Handgemenge schnitt Ninglingge dem Kaiser die Nase ab, es gelang ihm aber nicht, ihn zu töten. Ninglingge versuchte, sich in den Gemächern von Mozang Epang zu verstecken, Mozang verriet ihn aber und versperrte ihm den Weg, so dass der Attentäter selbst zu Tode kam. Der Kaiser erlag seinen Verletzungen wenige Tage später. Er wurde in der Nekropole der Tanguten bestattet, bekam den Tempelnamen Xia Jingzong und den posthumen Namen Wulie (武烈). Sein Nachfolger wurde sein damals einjähriger Sohn Ningling Liangcha.